# Karel Žužek
Karel Žužek, slovenski violinist, * 1943, Ljubljana.
Žužek je končal dodiplomski in podiplomski študij violine v razredu Leona Pfeiferja na Akademiji za glasbo v Ljubljani. Od leta 1964 do upokojitve je bil član Simfoničnega orkestra RTV Slovenija, od leta 1980 dalje tudi koncertni mojster tega ansambla. Bil je tudi član različnih komornih ansamblov; Klavirskega kvarteta RTV Ljubljana, Musica Antiqua Slovenica, Ansambla Slavko Osterc, Camerate Labacensis (kot koncertni mojster), ter kot 2. violina v Ljubljanskem godalnem kvartetu.